# Павловское сельское поселение (Пермский край)
Павловское сельское поселение — муниципальное образование в составе Чернушинского района Пермского края.
Административный центр — село Павловка.

## Географические положение
Поселение расположено в центре Чернушинского района.

## История
В декабре 2004 года в результате реформы местного самоуправления Законом Пермского края наделено статусом сельского поселения.
До 2006 года на территории поселения были Павловский и Козьмяшинский сельские советы. С 2006 года в результате реформы местного самоуправления образовано Павловское сельское поселение.

## Население
| 2010  | 2012  | 2013  | 2014  | 2015  | 2016  | 2017  |
| ----- | ----- | ----- | ----- | ----- | ----- | ----- |
| 1821  | ↘1797 | ↗1800 | ↘1758 | ↘1742 | ↘1719 | ↘1705 |
| 2018  | 2019  |       |       |       |       |       |
| ↘1681 | ↘1656 |       |       |       |       |       |

## Населённые пункты
| Название        | Тип населённого пункта       | Население, 2010 год | Почтовый индекс | ОКАТО          |
| --------------- | ---------------------------- | ------------------- | --------------- | -------------- |
| Павловка        | Село, административный центр | 673                 | 617 820         | 57 257 836 001 |
| Ашша            | Деревня                      | 403                 | 617 833         | 57 257 836 003 |
| Атняшка         | Деревня                      | 344                 | 617 821         | 57 257 836 002 |
| Нижний Козьмяш  | Село                         | 192                 | 617 802         | 57 257 833 001 |
| Большой Улык    | Деревня                      | 85                  | 617 820         | 57 257 836 004 |
| Верхний Козьмяш | Деревня                      | 62                  | 617 802         | 57 257 833 003 |
| Бараново        | Деревня                      | 33                  | 617 802         | 57 257 833 002 |
| Лысая Гора      | Деревня                      | 21                  | 617 820         | 57 257 836 007 |
| Казарма 1317 км | населённый пункт             | 8                   | 617 820         | 57 257 836 006 |
| Мокруши         | Деревня                      | 0                   | 617 812         | 57 257 836 008 |

## Экономика
- ЦДНГ-1 ООО «Лукойл-Пермь»
- ООО «Совхоз Дружный» (с. Павловка)
- СПК «Заря» (с. Нижний Козьмяш)[12]

## Объекты социальной сферы
- общеобразовательные учреждения:[13]
  - МОУ «Атняшинская основная общеобразовательная школа»
  - МОУ «Козьмяшинская основная общеобразовательная школа»
  - МОУ «Павловская средняя общеобразовательная школа»
- дошкольные образовательные учреждения:[14]
  - МДОУ «Атняшинский детский сад»
  - МДОУ «Павловский детский сад»
- учреждения здравоохранения:[15]
  - Павловская амбулатория
  - Ашшинский ФАП
  - Атняшинский ФАП
  - Козьмяшинский ФАП
- учреждения культуры:
  - Павловский центр досуга
  - Атняшинский дом культуры
  - Козьмяшинский дом культуры
  - Ашшинская сценическая площадка

## Известные уроженцы
- Гостев, Пётр Андреевич — полный кавалер Ордена Славы, уроженец деревни Атряшка Козьмяшинского сельсовета.
- Вотинцев, Андрей Леонидович — воин-афганец, спецподразделение «Вымпел» — «КАСКАД-4».
- Кудымов, Владимир Георгиевич, почетный житель Чернушинского района.